# Nanotecnologia del DNA
La nanotecnologia del DNA è un ramo della nanotecnologia che utilizza le singole proprietà di riconoscimento molecolare del DNA e altri acidi nucleici per creare strutture progettate, controllabili fuori dal DNA. Questo ha possibili applicazioni nel campo dell'autoassemblaggio molecolare e nel computer a DNA. In questo campo, il DNA viene utilizzato come un materiale strutturale piuttosto che come un messaggero di informazione genetica, facendone un esempio di bionanotecnologia.

## Storia
Il concetto di nanotecnologia del DNA fu inventato da Nadrian Seeman ai primi degli anni '80. Come cristallografo, Seeman era frustrato per la casualità e per le congetture che coinvolgevano la cristallizzazione di  molecole.
Nell'autunno 1980, mentre era in un pub del campus, Seeman fu ispirato dall'incisione di M. C. Escher, Profondità, rendendosi conto che un reticolo tridimensionale di DNA poteva essere usato per orientare molecole prefissate, semplificando il loro studio cristallografico. Nel 1991, il laboratorio di Seeman pubblicò la sintesi di un cubo fatto di DNA, il primo oggetto tridimensionale su nanoscala, per il quale egli ricevette nel 1995 il Premio Feynman per la Nanotecnologia, seguito da un ottaedro troncato di DNA. Tuttavia, divenne presto chiaro che questi oggetti non fossero abbastanza rigidi per formare reticoli tridimensionali.
Seeman sviluppò il più rigido motivo "DX", e in collaborazione con Erik Winfree, nel 1998 pubblicò la creazione di reticoli bi-dimensionali di tessere (tiles) DX. Queste strutture basate su tessere avevano il vantaggio di fornire la capacità di implementare il computer a DNA, dimostrato da Winfree e Paul Rothemund nel 2004, e per cui condivisero il Premio Feynman per la Nanotecnologia del 2006.
Il campo ha continuato a espandersi. Il primo motivo di nanomacchina di DNA che cambia la sua struttura in risposta a un input venne dimostrato nel 1999. La nanoarchitettura, per prima proposta da Seeman nel 1987, cominciava ad essere dimostrata entro il 2006. Sempre nello stesso anno, Rothemund dimostrava per prima la nuova tecnica dell'origami a DNA per creare in modo semplice e robusto molecole di DNA avvolte in qualsiasi forma. Nel 2009, Seeman ha pubblicato la sintesi di un reticolo tridimensionale, quasi trent'anni dopo che si era proposto di farlo.

## Concetti fondamentali
La nanotecnologia del DNA si avvale di strutture di DNA ramificato per creare complessi di DNA con proprietà utili. Il DNA è in genere una molecola lineare, in quanto il suo asse è indiviso. Tuttavia, possono anche essere fabbricate molecole di DNA che contengono giunzioni. Per esempio una giunzione a croce, a quattro bracci, può essere fatta utilizzando quattro singoli filamenti di DNA che nel modello corretto sono complementari gli uni agli altri. A causa del base pairing di Watson-Crick, solo le porzioni di filamenti che sono complementari tra loro si legheranno l'un l'altro per formare il duplex di DNA. Questa giunzione a quattro bracci è una forma statica di una giunzione di Holliday.
Le giunzioni possono essere utilizzate in molecole più complesse. La più importante di queste è quella a "doppio-crossover" o motivo DX. Qui, due duplex di DNA si trovano uno accanto all'altro, e condividono due punti di giunzione dove i filamenti si vengono a incrociare da un duplex all'altro. Questa molecola ha il vantaggio per il fatto che i punti di giunzione sono ora costretti ad un unico orientamento invece di essere flessibili come nella giunzione a quattro bracci. Questo rende il motivo DX idoneo come elemento strutturale per più grandi complessi di DNA.
| \| \| \| Struttura della connessione del braccio 4. Sinistra: uno schema. Destra: un modello più realistico. Ognuno dei quattro singoli elementi separati vengono mostrati in diversi colori. |  |
| |  |
| |  |

## Progetto
Il principale obiettivo della nanotecnologia del DNA è, data una struttura e/o funzionalità di riferimento, di determinare quali sequenze di molecole di DNA si verranno ad assemblare in tale struttura. Ci sono una serie di approcci diversi utilizzati per progettare le sequenze di DNA che formano la struttura desiderata.

### Strutture basate su tessere

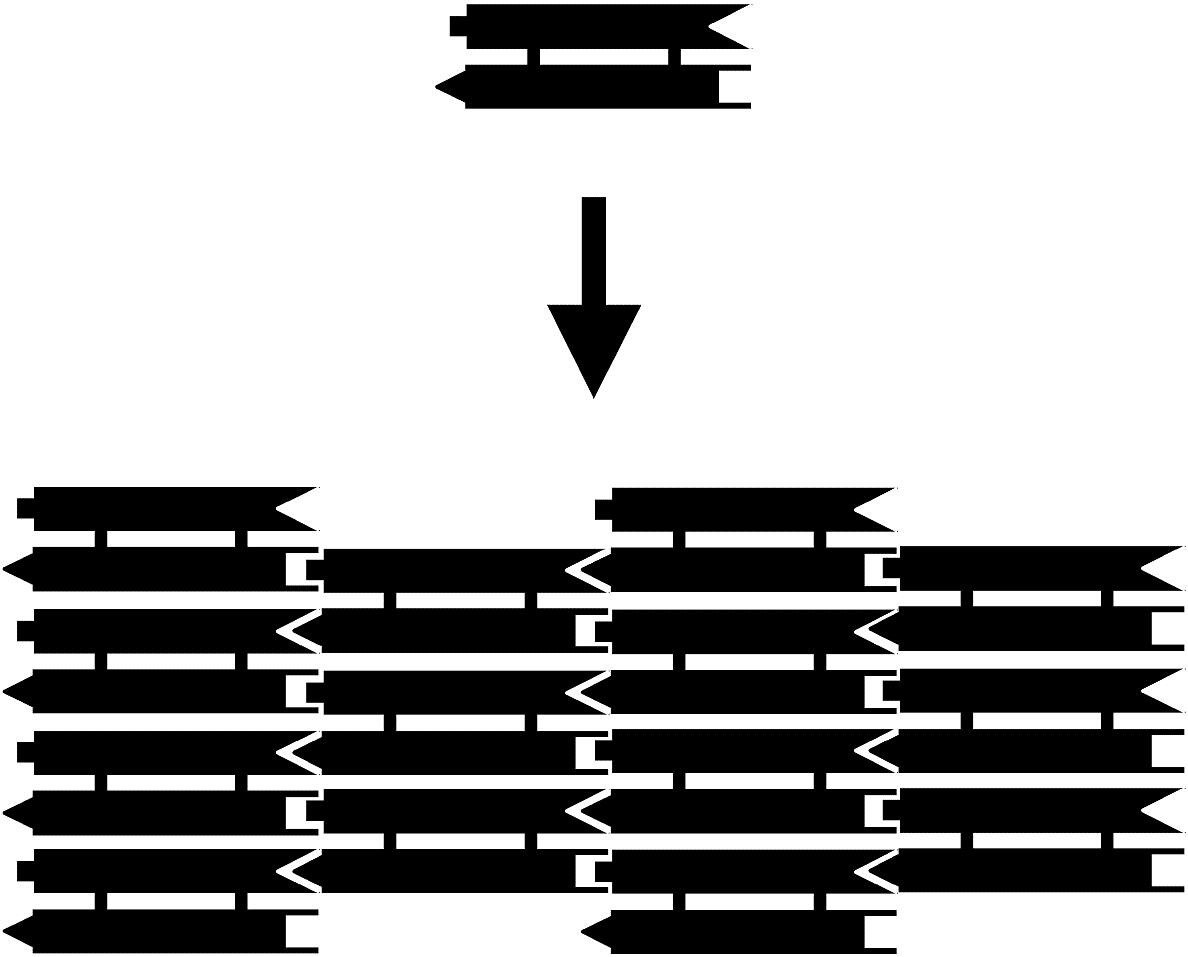
Assemblaggio di apparato DX. Ogni barra rappresenta un dominio doppio-elicoidale di DNA, con forme che rappresentano il finale viscoso (sticky ends) di complementarità. La molecola DX in alto si combinerà dentro l'apparato bi-dimensionale del DNA mostrato sotto. Questo è un esempio della strategia basata su tessere per progettare nanostrutture di DNA. Immagine di Mao, 2004.

Il primo metodo per la creazione di nanostrutture di DNA era di costruirle fuori dalle più piccole unità discrete. Questo metodo ha il vantaggio di essere in grado di separare concettualmente le interazioni più forti che formano ogni tessera (tile) dall'assemblaggio della struttura completa più grande. Viene spesso usato per fare reticoli periodici, ma può anche essere utilizzato per implementare l'auto-assemblaggio algoritmico facendone una piattaforma per il computer a DNA.

### Strutture avvolgibili
In alternativa all'approccio basato su "tessere" (tiles), le strutture bi-dimensionali del DNA possono essere fabbricate da un unico, lungo filamento di DNA di sequenza arbitraria avvolto nella forma desiderata utilizzando filamenti "di base" più corti. Questo permette la creazione di due forme bi-dimensionali in scala nanometrica usando il DNA. I progetti dimostrati comprendono una faccina e una mappa grossolana del Nord America. L'origami del DNA era la storia di copertina di Nature (15 marzo 2006).

### Assemblaggio cinetico
La maggior parte del progetto della nanotecnologia del DNA si concentra solo sulla progettazione di sequenze in modo che la struttura di riferimento sia al minimo termodinamico, senza prendere in considerazione il percorso di assemblaggio. Recentemente vi è stato interesse a controllare la cinetica dell'auto-assemblaggio del DNA, in modo che anche la dinamica del transiente possa essere programmata nell'assemblaggio. Tale metodo ha inoltre il vantaggio di procedere isotermicamente e quindi non necessita di un passaggio di "ricottura" (annealing) termica richiesta per gli approcci unicamente termodinamici.

### Progetto di sequenza primario
Dopo ognuno degli approcci di cui sopra, utilizzati per progettare la struttura secondaria di una molecola di riferimento, una sequenza effettiva di nucleotidi deve essere concepita nel modo in cui si andranno a formare nella struttura desiderata. Il progetto dell'acido nucleico è il processo che genera una serie di sequenze di acido nucleico che verrà ad associarsi ad una desiderata conformazione (vedi, per esempio, la struttura dell'RNA). Il progetto dell'acido nucleico è centrale nel campo della nanotecnologia del DNA.
Il progetto dell'acido nucleico ha obiettivi simili a quelli delle proteine: in entrambi, la sequenza di monomeri viene progettata per favorire la desiderata struttura avvolta o associata impedendo strutture alternative. Il progetto dell'acido nucleico ha il vantaggio di essere un problema computazionalmente più semplice, poiché la semplicità delle regole base pairing di Watson-Crick porta a metodi euristici semplici che danno progetti sperimentalmente robusti. Tuttavia, le strutture degli acidi nucleici sono meno versatili delle proteine nella loro funzionalità.

## Strutture di riferimento
Sono state definite e sintetizzate molte strutture fatte di DNA.

### Reticoli bi-dimensionali

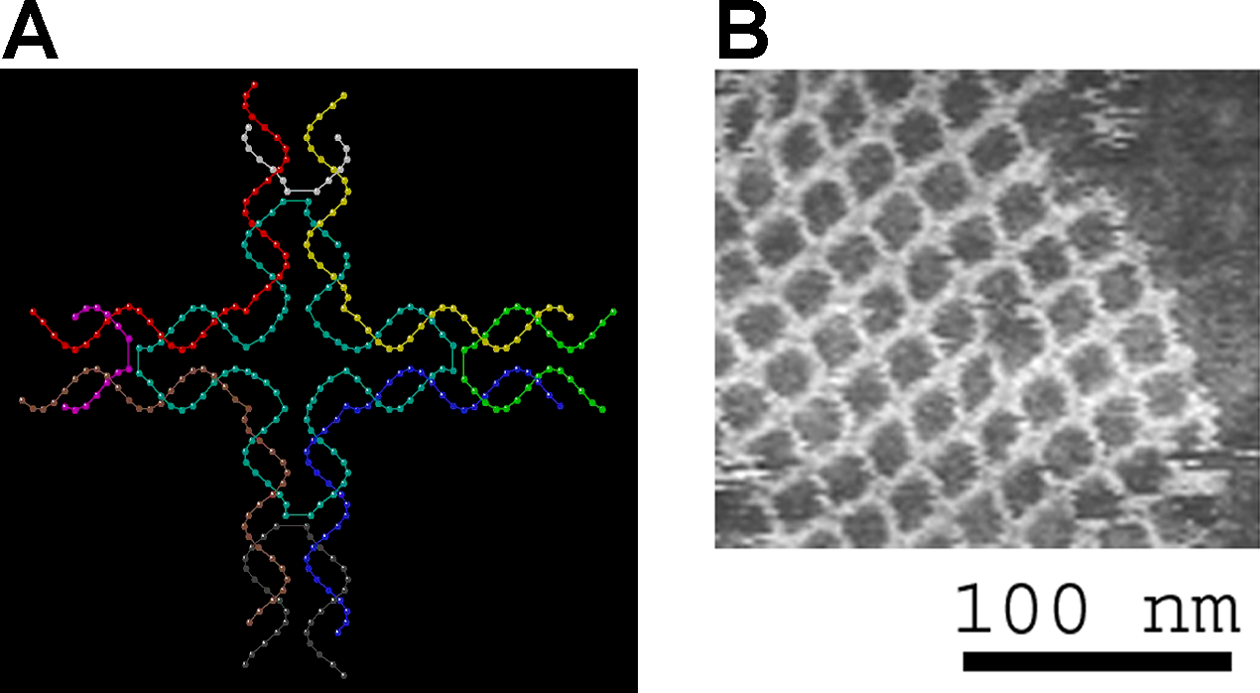
A sinistra, un modello di una tessera di DNA usata per fare un reticolo periodico bi-dimensionale. A destra, una microfotografia a forza atomica del reticolo assemblato. Immagine di Strong, 2004.

Le molecole DX o a Doppio Crossover possono essere corredate con code di DNA in modo da combinarle in un reticolo periodico bi-dimensionale. Ogni molecola DX possiede quattro terminali, una per ciascuna estremità dei due domini a doppia elica, e questi possono essere equipaggiati con code di DNA che li programma per combinarli in uno schema specifico. Più di un tipo di DX può essere usato in modo da organizzare in file o in ogni altro modello tassellato. Essi formano così dei fogli piatti estesi che sono essenzialmente cristalli bi-dimensionali di DNA.
Le disposizioni bi-dimensionali sono state fatte anche con altri motivi, incluso quelle con il rombo della giunzione di Holliday e altri basati su disposizioni DX nelle forme di triangoli ed esagoni.

### Strutture tri-dimensionali discrete
Un certo numero molecole tri-dimensionali di DNA sono state fabbricate in modo che potessero avere la connettività di un poliedro, come un ottaedro o un cubo. In altre parole, i duplex di DNA tracciano i contorni di un poliedro con una giunzione di DNA ad ogni vertice.
Le più lontane dimostrazioni di poliedri di DNA coinvolgevano molteplici legature e passaggi di sintesi in fase solida per creare poliedri catenani. Il lavoro più recente ha ottenuto poliedri la cui sintesi è molto più facile. Tra questi vi è un ottaedro troncato di DNA fatto da un unico lungo filamento destinato ad avvolgersi nella conformazione corretta, come pure il tetraedro, che può essere prodotto da quattro filamenti di DNA in un unico passaggio.
Strutture di DNA con facce solide sono state costruite, utilizzando il metodo dell'origami del DNA. Questi possono essere programmati per aprire e rilasciare il loro carico in risposta a uno stimolo, il che li rende potenzialmente utili come gabbie molecolari programmabili.

### Nanotubi di DNA
Oltre alle lastre piane, sono state fatte disposizioni DX per formare tubi cavi di 4-20 nm di diametro. Questi nanotubi di DNA sono talvolta simili per forma e dimensioni ai nanotubi di carbonio, ma questi ultimi sono più forti e migliori come conduttori, dal momento che i nanotubi di DNA sono più facilmente modificati e collegati ad altre strutture.

### Reticoli tridimensionali estesi
La creazione di reticoli tridimensionali fuori dal DNA era l'obiettivo primario della nanotecnologia del DNA, ma si è rivelato uno dei più difficili da realizzare. Il successo nella costruzione di reticoli di DNA tridimensionali è stato infine conseguito nel 2009 utilizzando un motivo basato sul concetto di tensegrità, un equilibrio tra forze di trazione e compressione.

## Applicazioni
La nanotecnologia del DNA si focalizza nella creazione di molecole con strutture e funzionalità progettate. Sono state dimostrate molte classi di sistemi funzionali.

### Nanoarchitettura
L'idea di usare le disposizioni del DNA per l'assemblaggio di altre molecole funzionali è stata in giro per un po', ma solo recentemente sono stati fatti progressi nel mettere in pratica questi tipi di schemi. Nel 2006, i ricercatori legarono in modo covalente una nanoparticella d'oro a una tessera basata sul DX mostrando che l'auto-assemblaggio delle strutture del DNA assemblavano anche le nanoparticelle ospitate su di esse. Uno schema di hosting non-covalente venne mostrato nel 2007, usando i poliammidi di Dervan su una apparato DX per organizzare proteine streptavidine su specifici tipi di tessere di DNA.
Precedentemente nel 2006 LaBean mostrò le lettere "D" "N" e "A" create su un apparato DX 4x4 usando la streptavidina.
Il DNA è stato anche utilizzato per assemblare un transistor ad effetto di campo con un singolo nanotubo di carbonio cintato.

### Auto-assemblaggio algoritmico

Il Triangolo di Sierpiński.

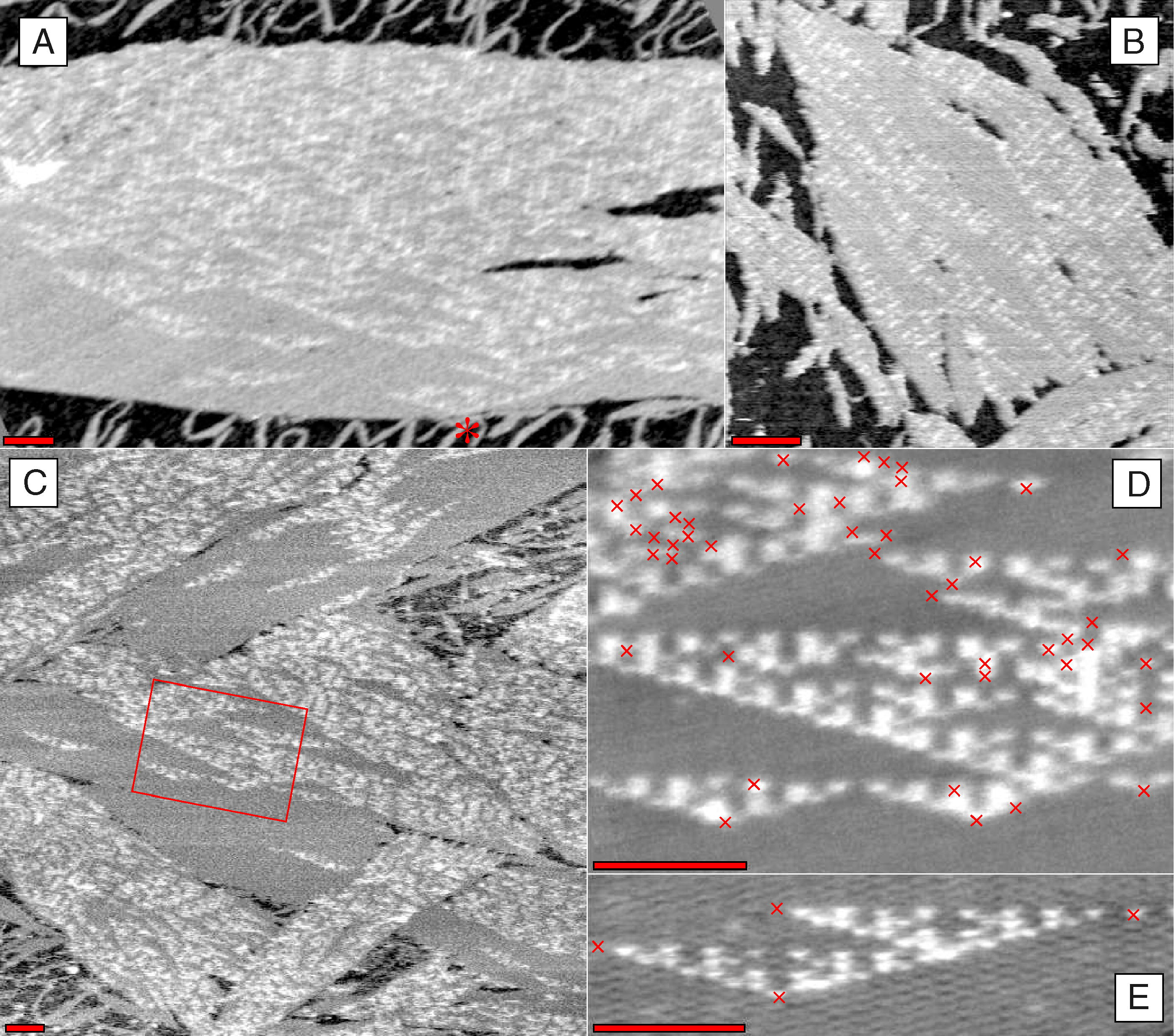
L'apparato di DNA che mostra una rappresentazione del triangolo di Sierpinski sulle loro superfici. Clicca l'immagine per ulteriori dettagli. Immagine di Rothemund et al., 2004.

La nanotecnologia del DNA è stata applicata al campo correlato del computer a DNA. Le tessere DX possono avere le loro sequenze di code di DNA scelte in modo da comportarsi come le tessere di Wang, permettendo loro di svolgere la computazione. È stato mostrato un apparato DX il cui assemblaggio codifica un'operazione di XOR; questo permette alla disposizione del DNA di realizzare un automa cellulare il quale genera un frattale chiamato guarnizione di Sierpinski. Ciò dimostra che la computazione può essere incorporata dentro l'assemblaggio degli apparati di DNA, aumentando la sua portata oltre le disposizioni periodiche semplici.
Si noti che il computer a DNA si sovrappone, restando distinto, alla nanotecnologia del DNA. Questa usa la specificità del basepairing di Watson-Crick per fare nuove strutture di DNA, le quali possono, ma non devono, essere utilizzate per il computer a DNA. Inoltre, il computer a DNA può essere realizzato senza utilizzare i tipi di molecole rese possibili dalla nanotecnologia del DNA.

### Circuiti logici
Un progetto chiamato "anello staminale" (stem loop), costituito da un singolo filamento di DNA che ha un anello (loop) al termine, è una struttura dinamica che si apre e si chiude quando una porzione di DNA si lega alla parte finale ad anello. Questo effetto è stato sfruttato per creare diverse porte logiche, utilizzate per creare i computer MAYA I e MAYA II che, in una certa misura, possono giocare il tic-tac-toe.

### Dispositivi nanomeccanici del DNA
I complessi di DNA sono stati fatti in modo che cambino la loro conformazione sotto l'azione di un qualche stimolo. Destinati ad avere applicazioni in nanorobotica, uno di questi primi dispositivi, denominato "pinzette molecolare", cambia da uno stato aperto a uno chiuso in base alla presenza di fili di controllo.
Le macchine di DNA sono anche state fatte in modo da mostrare una torsione di movimento. Una di queste fa uso della transizione tra la forma B-DNA a quella Z-DNA per rispondere ad un cambiamento nelle condizioni di buffer. Un'altra si basa sulla presenza di fili di controllo per passare da una conformazione crossover-paranemica (PX, paranemic-crossover) a una di doppia giunzione (JX2, double-junction).

## Materiali e metodi
Il DNA con sequenza ordinaria è prontamente disponibile attraverso la sintesi di oligonucleotidi. Questo processo è di solito automatizzato, utilizzando una macchina per la sua sintesi e il DNA ordinario è reperibile in commercio presso molti fornitori.
Le sequenze di singoli filamenti di DNA che costituiscono la struttura di riferimento sono progettati in modo computazionale. La modellizzazione o modellistica molecolare e la modellistica termodinamica sono a volte utilizzate per ottimizzare le sequenze di DNA.
Le molecole di DNA create dalla nanotecnologia del DNA sono di solito caratterizzate dalla elettroforesi in gel, la quale fornisce informazioni riguardo alla dimensione e alla forma delle molecole di DNA, indicando se si sono formate in modo appropriato. L'etichettatura fluorescente (fluorescent labelling) e il trasferimento di energia per risonanza di fluorescenza vengono anche usate per caratterizzare la struttura delle molecole.
Le strutture di DNA possono essere direttamente descritte dal microscopio a forza atomica, il quale le raffigura depositate su una superficie piana. Questo metodo è abbastanza adatto per estendere le strutture bidimensionali, ma lo è di meno per le strutture tri-dimensionali discrete. Per queste ultime la crio-microscopia elettronica sta ottenendo successo come un metodo importante. I reticoli tri-dimensionali estesi vengono analizzati tramite la cristallografia a raggi X.